# 알파이살리 FC
알파이살리(아랍어: نادي الفيصلي)은 사우디아라비아에 위치한 하르마를 연고로 하는 축구팀이다. 이 팀은 1954년에 창단하였다.

## 선수 명단

### 현역
참고: FIFA 자격 규정에 따라 소속된 국가대표팀 국기를 표시합니다. 선수는 복수의 FIFA 비회원국 국적을 가지고 있을 수 있습니다.
| 번호 | 포지션 | 국적 | 이름        |
| ---- | ------ | ---- | ----------- |
| 8    | MF     |      | 루카스 소자 |

| 번호 | 포지션 | 국적 | 이름 |
| ---- | ------ | ---- | ---- |

## 역대 감독
| 감독            | 임기        |
| --------------- | ----------- |
| 즐라트코 달리치 | 2010 ~ 2012 |
| 필리페 고베이아 | 2024 ~      |

틀:알파이살리 FC 선수 명단